# Никольский, Николай Константинович
Никола́й Константи́нович Нико́льский (17 (29) июля 1863, Петергоф, Санкт-Петербургская губерния — 23 марта 1936, Детское Село, Ленинградская область) — русский и советский историк церкви, литературовед, библиограф

. Академик Петербургской АН (1916).

## Биография
Родился в семье священника Константина Тимофеевича Никольского (1824—1910).
В 1883 году окончил Санкт-Петербургскую духовную семинарию и поступил в академию, где его научным руководителем был профессор П. Ф. Николаевский. Большое влияние на формирование научных интересов оказал также дед со стороны матери — священник, историк церкви, переводчик Д. С. Вершинский.
В 1887 году окончил академию со степенью кандидата богословия (выпускное сочинение было посвящено истории Кирилло-Белозерского монастыря и написано на основании рукописей, хранившихся в академической библиотеке) и стал стипендиатом для подготовки к профессорской должности по кафедре русской истории.
Командирован в распоряжение Санкт-Петербургской академии наук для сбора материалов по истории русской литературы XI—XIV веков (1888), преподаватель (1889), доцент (1893), экстраординарный (1898) и ординарный (1899) профессор по кафедре гомилетики и истории проповедничества Санкт-Петербургской духовной академии, член-корреспондент Общества любителей древней письменности, магистр богословия (1893), статский советник (1897).
В 1899 году получил степень доктора церковной истории за первую часть монографии о Кирилло-Белозерском монастыре.
Член-корреспондент (1900) и ординарный академик (1916) Санкт-Петербургской академии наук по отделению русского языка и словесности, член Общества истории и древностей российских при Московском университете, редактор серии «Памятники древнерусской литературы» (1904), лауреат Макариевской премии (1906).
С 1906 года — профессор кафедры русской церковной истории Санкт-Петербургской духовной академии. Причиной увольнения были либеральные взгляды.
В 1909—1921 годах приват-доцент по кафедре истории Церкви и член Исторического общества Санкт-Петербургского университета. Одновременно профессор по кафедре русской филологии Психоневрологического института (1912—1919), член Русского археологического общества, редактор журнала «Библиографическая летопись» (1914).
Награждён орденами св. Станислава III степени (1896), св. Анны III (1904) и II (1906) степени.
Обвенчан с Анной Петровной Александровской, бездетный.
В 1917 году член Поместного Собора Православной Российской Церкви по избранию от Российской академии наук, участвовал в 1-й сессии, член X, XII отделов.
В 1918—1924 годах основатель и директор Историко-библиографического музея древней славяно-русской книжности, в который передал 30 тысяч томов и величайшую в мире по объёму картотеку памятников письменности, в 1919—1924 гг. председатель Общества любителей древней письменности.
С 1920 по 1925 год — директор Библиотеки Академии наук и Книжной палаты (Института книговедения).
С 1925 года действительный член АН СССР, в 1928—1931 годах председатель Комиссии по изданию памятников древнерусской литературы и Комиссии по древнерусской литературе.
Похоронен на Кузьминском кладбище города Пушкин в склепе, который был разрушен в 1940-х годах.

## Научная деятельность
«Вторая старославянская легенда о святом Вячеславе» получила название «Легенда Никольского», потому что памятник был открыт Никольским в двух древнерусских кириллических рукописях конца XV века (Казань) и XVI века (Санкт-Петербург) в 1904 году и впервые опубликован в 1909 году. Никольским было установлено, что в основе Второй легенды лежит сочинение мантуанского епископа Гумпольда, созданное около 980 года. Но это не перевод Гумпольдовой легенды, а весьма существенно переработанная, дополненная и уточнённая работа, в которой дополнения более всего схожи с соответствующими местами латинской легенды «Crescente fide», некоторые схожести отмечены и с латинской «Легендой Кристиана» о святых Вячеславе и Людмиле, возникшей в конце X века.
Исследуя текст «Повести временных лет», Никольский привлёк западно-славянский литературный контекст вместо греческого и южнославянского (болгарского), и его вывод о «литературно-идеологической основе» «Повести временных лет» решительно разошёлся с выводами А. А. Шахматова. Никольский считал, что «Повесть временных лет» представляет собой творение церковных книжников, внёсших в летопись ложные сведения о «варяжском начале государственности» и о «греческом культурном просвещении», чтобы оторвать русскую традицию от великоморавской, западнославянской и вообще от центральноевропейской. По мнению Никольского, в основе летописного повествования о начале Руси лежит источник мораво-паннонского происхождения, который был существенно переработан с точки зрения «варяго-византийской идеологии». Вслед за И. П. Филевичем он назвал первоначальный источник «Повести о Русской земле» («Повести о поляно-руси»). Свою работу «Повесть временных лет как источник для истории начального периода русской письменности и культуры» Николай Константинович опубликовал в 1930 году. В ней он писал, что письменность, книжность пришла в Приднепровье не из Византии, а из Великой Моравии, из Подунавья, а в первоначальную киевскую легенду о Кие было привнесено сообщение о визите Кия к византийскому императору. По мнению Никольского, собственно славянами киевский летописец считал полян, моравов, чехов и поляков. Никольский выделял культурную роль Карпатского региона в качестве связующего звена между Дунаем и Днепром. Он писал: «стало совершенно ясным, что на легендарных страницах Повести временных лет мы имеем переделку старых преданий о начале русской земли, освещённую через призму… сторонника теории варяго-руси». Никольский предположил, что реконструированное Шахматовым моравское «Сказание о преложении книг на словенский язык» («Сказание о начале славянской грамоты») было обрывком первоначальной киевской летописи. Н. К. Никольский считает службу св. равноапостольному князю Владимиру, дошедшую до нас в рукописи XIV века (Софийское собрание. № 382), памятником начала XII века.

## Сочинения
- О литературных трудах митрополита Климента Смолятича, писателя XII века. — СПб., 1892. — [4], VIII, 229, [3] с.
- Митрополит Климент Смолятич, русский церковный писатель XII века и его сочинения. — СПб., 1893.
- Проект устава Общества церковной археографии и археологии при СПДА. Архивная копия от 25 октября 2020 на Wayback Machine — СПб., 1894.
- Правая грамота митрополита Геронтия. — СПб., 1895.
- Систематический сборник недоумённых вопросов и ответов на них, встречающихся в церковно-приходской практике, помещённые в «Церковном вестнике» (1875—1895). — СПб., 1896 (совм. с М. Извольским).
- Речь тонкословия греческого. Русско-греческие разговоры XV—XVI века. — [СПб.], 1896. — [2], XXVIII, 81 с. — (Памятники древней письменности; 114).
- Кирилло-Белозерский монастырь и его устройство до второй четверти XVII века (1397—1625). — СПб., 1897—1910. — Т. 1, вып. 1—2 Архивная копия от 30 июля 2021 на Wayback Machine, Т.2 Архивная копия от 30 июля 2021 на Wayback Machine.
  - Вып. 1 : Об основании и строениях монастыря. — 1897. — 423 с.
  - Вып. 2 : О средствах содержания монастыря. — 1910. — 696 с.
- Описание рукописей Кирилло-Белозерского монастыря, составленное в конце XV века. — СПб., 1897. — [6], LX, 328 с.
- Речь // Церковный вестник. — 1901. — № 41.
- Исторические особенности в постановке церковно-учительного дела в Московской Руси и их значение для современной гомилетики. Архивная копия от 29 декабря 2021 на Wayback Machine — СПб., 1901.
- Ближайшие задачи изучения древнерусской книжности. Архивная копия от 24 января 2021 на Wayback Machine — [СПб.], 1902. — [2], 32 с. — (Памятники древней письменности и искусства; 147).
- К вопросу об источниках летописного сказания о св. Владимире. Архивная копия от 28 августа 2021 на Wayback Machine — СПб., 1902.
- Почему 32? // Миссионерское обозрение. — 1905. — № 4.
- Материалы для повремённого списка русских писателей и их сочинений (X—XI вв.). — СПб., 1906. — [6], VIII, 596 с.
- К вопросу о церковной реформе. Собор или съезд? Архивная копия от 14 июля 2021 на Wayback Machine — СПб., 1906.
- Когда было написано обличительное послание царя Ивана Васильевича IV в Кирилло-Белозерский монастырь? Архивная копия от 5 декабря 2020 на Wayback Machine — СПб., 1907.
- К. Победоносцев (некролог); Горькая истина // Церковный вестник. — 1907. — № 12, 33.
- Легенда Мантуанского епископа Гумпольда о св. Вячеславе Чешском в славяно-русском переложении. Архивная копия от 28 ноября 2020 на Wayback Machine — [СПб.], 1909. — [2], LII, 99 с. — (Памятники древней письменности и искусства; 174).
- Материалы для истории древнерусской духовной письменности. — СПб., 1909.
- О древнерусском христианстве // Русская мысль. — 1913. — № 6.
- К истории славяно-русской письменности. — Казань, 1914.
- Рукописная книжность древнерусских библиотек (XI—XVII вв.): Материалы для словаря владельцев рукописей, писцов, переводчиков, справщиков и книгохранителей. Архивная копия от 27 ноября 2016 на Wayback Machine — СПб., [1914]. Вып. 1: А—Б. — XLIV, 163 с.
- К вопросу о русских письменах, упоминаемых в Житии Константина Философа // Известия по рус. яз. и словесности. — 1928. Т. 1. — Кн. 1. — С. 1—37.
- К вопросу о сочинениях, приписываемых Кириллу Философу Архивная копия от 7 марта 2016 на Wayback Machine // Известия по рус. яз. и словесности. — 1928. — Т. 1. — Кн. 2. — С. 399—457.
- Задачи и краткий очерк деятельности Комиссии по изданию памятников древнерусской литературы. — Л., 1929.
- «Повесть временных лет» как источник для истории начального периода русской письменности и культуры Архивная копия от 11 января 2020 на Wayback Machine. — Л., 1930. — Вып. 1. — 107 с.
- Материалы для повремённого списка русских писателей и их сочинений (X—XI вв.) Архивная копия от 24 декабря 2021 на Wayback Machine // Directmedia, 2013. 605 с. — ISBN 9785446000159.

### Литографированные издания лекций
- Гомилетика. — СПб., 1903. — 462 с.
- Лекции по русской духовной истории. — СПб., 1907. — 481 с.